# Chapmans miervireo
De Chapmans miervireo (Dysithamnus occidentalis) is een zangvogel uit de familie Thamnophilidae (miervogels). De naam verwijst naar de Amerikaanse ornitholoog Frank Michler Chapman die deze vogel in 1923 geldig heeft beschreven.

## Verspreiding en leefgebied
Deze soort komt voor in het noordwesten van Zuid-Amerika en telt twee ondersoorten:
- D. o. occidentalis: zuidwestelijk Colombia en noordelijk Ecuador.
- D. o. punctitectus: oostelijk Ecuador.

## Status
De grootte van de populatie wordt geschat op 7300-8000 volwassen vogels. Op de Rode lijst van de IUCN heeft deze soort de status gevoelig.